# Szigetvári György
Szigetvári György (Istvándi, 1926. október 29. – Kaposvár, 2018. április 18.) Ybl Miklós-díjas építészmérnök.

## Életpályája
Korán elvesztette édesapját. Az érettségit a kaposvári Somssich Pál Gimnáziumban tette le 1944-ben. 1950-ben a Budapesti Műszaki Egyetemen építészmérnöki diplomát szerzett. Tanulmányúton járt Angliában, Németországban, Bulgáriában, a Szovjetunióban, Csehszlovákiában, Lengyelországban és Jugoszláviában. 
1950-51-ben a Somogy Megyei Állami Építőipari Vállalat építésvezetője volt, 1951-57 között pedig főmérnöke. A forradalomban vállalt szerepe miatt azonban elbocsátották. Pécsre került, ahol a Baranyatervnél dolgozott. 1961-ben visszahívták Kaposvárra, ahol a Somogyterv (Somogy Megyei Tanácsi Tervező Vállalat) igazgatója volt 1986-os nyugdíjazásáig. 
Elkötelezett műemlékvédő volt. Aktív építészként száztizenhat műemléket állíttatott helyre.

## Tisztségei
- A Somogy Megyei Műemléki Albizottság elnöke (1971-76)
- A Magyar Építőművész Szövetség (1976-80) elnökségi tagja
- A Kaposvári Rákóczi SC (1964-84) elnökségi tagja

## Kitüntetései
- Munka Érdemrend bronz fokozata (1950)
- Pro Urbe kitüntetések: Kaposvár (1972), Marcali (1976), Szigetvár (1988)
- Somogy Megye Alkotói Díja (1980)
- A Magyar Műemlékvédelemért Díj (1982)
- Ybl Miklós-díj (1986)
- Lorántffy-emlékérem (1999)
- Kaposvárért aranygyűrű (2000)
- Arany Diploma (2000)
- Kaposvár díszpolgára (2008)

## Tervezett épületei
- Templomok: Somogyjád, Nyim, Nagybajom, Inke, Drávaszabolcs, Bóly, Csurgó, Marcali
- Református iskola és gimnázium
- Református idősek otthona
- Társasházak, mintegy hatvan lakóház
- A csombárdi kastély és a Dorottya Szálló felújítása

## Könyvei, tanulmányai
- Deák Varga Dénessel: Somogy megye népessége és településhálózata, 1960-1980. In. Somogy megye múltjából. Levéltári évkönyv, 14. Kaposvár: S. M. Levéltár, 1983. p. 369-395.
- Deák Varga Dénessel: Az urbanizáció somogyi gondjai: településfejlesztési tanulmány. Kaposvár: Somogy M. Tanácsi Tervező Váll., 1982.
- Miről mesélnek az öregedő kaposvári házak? In: Hartner Rudolf: A város, ahol élünk. Kaposvár : Kaposvári Városszépítő Egyes., 1998. p. 59-103.
- Építészeti emlékek Somogyban, 1000-1900. Kaposvár: Somogy M. Tcs., 1973.
- Az építőipar és építészet Somogyban, 1945-1975. Kaposvár: Somogym. ny., 1975.
- Az én Kaposvárom. Kaposvár: Kaposvárért Közalapítvány, 2002.
- Gondolatok a virágok városában. Kaposvár: Kaposvár Polgáraiért Egyesület, 2007.
- Mai séta a régi Kaposváron. Kaposvár: Kaposvári Városszépítő Egyesület, 1989.
- A város építészeti arculata. In: Kaposvár 2000-ben: pillanatképek múltról és jelenről. Főszerkesztő: Bősze Sándor. Kaposvár: Kaposvár M. J. Város Önkormányzata, 2001. p. 110-120.

## Folyóiratcikkek
- A műemlékvédelem helyzete és tennivalók Somogy megyében, Somogyi Műszaki Szemle, 1981. 3. sz. p. 16-19.
- A Somogy Megyei Műemléki és Múzeumi Albizottság tevékenysége, Műemlékvédelem, 1975. (19. évf.) 2. sz. p. 67-72.
- A Somogy Megyei Műemléki és Múzeumi Albizottság tevékenység, Műemlékvédelem, 1979. (23. évf.) 4. sz. p. 289-294.
- A Somogy Megyei Műemléki és Múzeumi Albizottság tevékenysége, Műemlékvédelem, 1987. (31. évf.) 4. sz. p. 225-228.
- "Tervezés és verseny '86", Magyar Építőipar, 1986. (35. évf.) 7. sz. p. 405-406.
- Tervezővállalati zsákutcák, Magyar Építőművészet, 1984. 3. p. V-VI. 1986. 4. p. 48. 1987. 4-5. p. 81.